# Thị trường mục tiêu

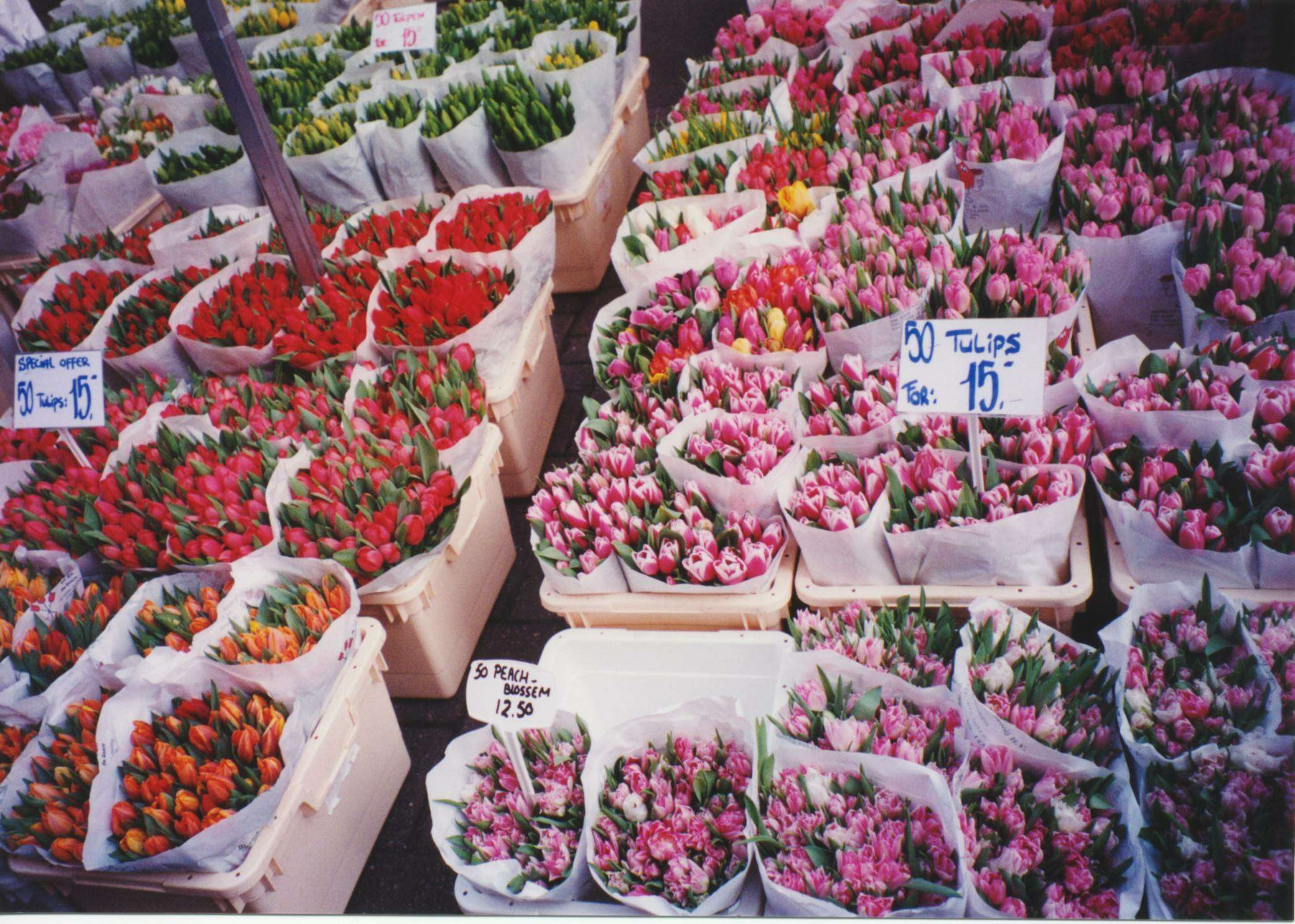
Hoa Tulip bán ở chợ hoa.

Một thị trường mục tiêu là một nhóm người tiêu dùng mà doanh nghiệp hướng các nỗ lực tiếp thị và nguồn hàng hóa đến. Một thị trường mục tiêu rõ ràng là yếu tố quyết định trong chiến lược tiếp thị.Sản phẩm (product), giá cả (price), chiêu thị (promotion) và phân phối (place) là bốn yếu tố quan trọng trong chiến lược tiếp thị (marketing) hỗn hợp - quyết định sự thành công của một sản phẩm hoặc dịch vụ trên thị trường.

## Các thị trường mục tiêu
Các thị trường mục tiêu là các nhóm người được chia ra bởi các phân khúc thị trường phân biệt và có thể nhìn thấy rõ như:
- Địa lý - địa chỉ (địa điểm, đất nước, khí hậu của thị trường mục tiêu).
- Sự phân khúc về kinh tế xã hội và nhân khẩu học (giới tính, tuổi tác, thu nhập, nghề nghiệp, giáo dục, quy mô hộ gia đình, vị trí trong vòng đời của gia đình).
- Sự phân khúc về tâm lý tiêu dùng (thái độ giống nhau, giá trị và lối sống).
- Sự phân khúc về hành vi tiêu dùng (dịp mua, mức độ trung thành, lợi ích khi mua hàng, mức sử dụng).
- Sự phân khúc liên quan đến sản phẩm (mối quan hệ đối với một sản phẩm).[2]

## Các chiến lược để tiếp cận các thị trường mục tiêu
Các nhà tiếp thị đã chỉ ra bốn chiến lược cơ bản để làm hài lòng các thị trường mục tiêu: tiếp thị không phân biệt (undifferentiated marketing), tiếp thị phân biệt (differentiated marketing), tiếp thị tập trung (concentrated marketing) và tiếp thị vi mô (micromarketing)

### Marketing không phân biệt
Marketing không phân biệt là một chiến dịch marketing tổng thể bỏ qua sự khác nhau giữa các phân khúc thị trường và chỉ bán một mặt hàng dành cho tất cả mọi người.Đây là hình thức marketing mà hàng hóa được bán thông qua sự thuyết phục hướng tới số lượng lớn khách hàng.Ý tưởng của chiến dịch marketing không phân biệt là truyền đạt một hình ảnh hảo hạng về thương hiệu đến càng nhiều khách hàng càng tốt.Marketing không phân biệt truyền thống sử dụng các phương tiện thông tin đại chúng (TV, radio và báo) để truyền đạt thông điệp đến số lượng lớn khách hàng.Ưu điểm của chiến lược marketing không phân biệt là tiết kiệm được chi phí.Ví dụ: hãng Coca Cola trong thời kỳ đầu chỉ đưa ra một loại đồ uống duy nhất trong một cỡ chai với một mùi vị cho tất cả mọi người.

### Marketing phân biệt
Doanh nghiệp quyết định hoạt động trên nhiều phân khúc thị trường và tung ra nhiều sản phẩm để đáp ứng từng thị trường khác nhau. Mỗi phân khúc thị trường được nhắm đến một cách riêng biệt và doanh nghiệp cũng đưa ra nhiều lợi ích riêng biệt đối với mỗi phân khúc thị trường.Ưu điểm của chiến lược marketing này là thường đưa lại doanh số cao hơn nhưng nhược điểm cũng rất rõ ràng - tăng chi phí kinh doanh bao gồm các chi phí sau:
- Chi phí cải tiến sản phẩm: việc cải tiến sản phẩm nhằm đáp ứng nhu cầu của các phân khúc thị trường khác nhau thường đòi hỏi chi phí nghiên cứu và thiết kế sản phẩm.
- Chi phí sản xuất: việc sản xuất 10 sản phẩm khác nhau chắc chắn sẽ tốn kém hơn việc sản xuất 100 sản phẩm giống nhau.
- Chi phí marketing: hoạt động ở nhiều phân khúc thị trường đòi hòi doanh nghiệp phải có từng chương trình tiếp thị khác nhau - bao gồm các khâu như thu thập (tìm hiểu) thông tin về thị trường, dự báo, khuyến mãi và quản trị các kênh phân phối.
- Chi phí dự trữ: việc dự trữ nhiều loại sản phẩm sẽ tốn kém hơn so với việc dữ trự một loại sản phẩm (chi phí ở khâu quy trình bảo quản và an toàn).[3]

### Marketing tập trung (concentrated marketing)
Chiến lược marketing này lựa chọn theo đuổi một phần lớn của một hay một vài thị trường nhỏ thay vì một phần nhỏ của thị trường lớn. Thông qua marketing tập trung, doanh nghiệp sẽ giành được một vị trí vững chắc trong thị trường nhỏ nhờ hiểu biết được nhu cầu - mong muốn - đòi hỏi của nhóm khách hàng trong thị trường đó. Thêm vào đó, doanh nghiệp cũng sẽ thu được lợi nhuận từ việc chuyên môn hóa sản xuất và phân phối sản phẩm (đạt được lợi nhuận trên vốn đầu tư cao). Tuy nhiên, hình thức marketing này cũng tiềm ẩn nhiều rủi ro, vì các khách hàng tiềm năng có thể thay đổi ý định hoặc các doanh nghiệp khác có thể xâm nhập và cạnh tranh trong các phân khúc thị trường nhỏ.

### Marketing trực tiếp
Đối với những chuyên gia bán hàng thì cách duy nhất để họ tiếp cận được các khách hàng tiếp thị đó chính là thông qua marketing trực tiếp. Việc này được thực hiện bởi các vụ mua bán dữ liệu về các phân khúc thị trường cụ thể; các dữ liệu này thường bao gồm thông tin chi tiết liên lạc của các khách hàng như số điện thoại, số nhà, địa chỉ email,....

## Yếu tố tâm lý trong việc tiến hành tiếp thị các thị trường mục tiêu
Một khái niệm cơ bản trong việc xác định thị trường mục tiêu đó chính là những người được doanh nghiệp hướng đến thường tỏ ra sự ham thích hoặc có lòng trung thành nhất định đối với nhãn hàng. Việc tiến hành tiếp thị cho các thị trường mục tiêu cho phép chuyên gia tiếp thị và chuyên gia bán hàng có thể điều chỉnh thông điệp gửi đến các nhóm đối tượng theo một cách tập trung hơn. Nghiên cứu đã chỉ ra rằng sự giống nhau về chủng tộc, cùng đẳng cấp, sự biết đến rộng rãi về một dân tộc thiểu số, sự chia sẻ kiến thức và sự nổi bật trong cộng đồng dân tộc thiểu số đều có lợi cho việc tiến hành marketing ở các thị trường mục tiêu. Các nghiên cứu chung quy đã chỉ ra rằng các chiến lược marketing ở thị trường mục tiêu đều được dựa trên sự suy luận của khách hàng về các điểm giống nhau giữa các khía cạnh của quảng cáo (hình ảnh nguồn, ngôn ngữ được sử dụng, lối sống được phô bày) và tính cách của khách hàng (tính cách hiện tại hoặc tính cách mong muốn có được).Khách hàng bị thuyết phục bởi các tính cách được phô bày trong quảng cáo hoặc tính cách của những khách hàng khác.

## Tiếp thị online
Các chuyên gia tiếp thị nhắm đến tiếp thị online là khi họ muốn sử dụng nhiều phương thức để truyền đạt một loại quảng cáo cụ thể đến một nhóm người xác định.Các chuyên gia tiếp thị dùng phương pháp để tìm ra các cá nhân riêng biệt tỏ ra thích thú đối với sản phẩm hoặc dịch vụ của họ. Với sự phát triển của mạng xã hội như hiện nay, quảng cáo online đã trở thành một ngành công nghiệp đầy lợi nhuận.Mọi người dễ bị ảnh hưởng bởi các quảng cáo và nội dung của chúng - đây chính là chía khóa đưa tiếp thị online đến cánh cửa thành công. Trong quá khứ, các nhà tiếp thị từng cố gắng xây dựng tên tuổi của các thương hiệu sản phẩm thông qua TV và tạp chí; tuy nhiên, các nhà tiếp thị gần đây đã sử dụng các nhóm khách hàng như là một phương tiện truyền thông mới. Sự phát triển mạnh mẽ và độ phủ rộng lớn của ngành công nghiệp Internet đã hiện thực hóa điều này cho các nhà tiếp thị online. Việc hướng đến các nhóm khách hàng cụ thể cho phép nhà tiếp thị liên tục thay đổi nội dung của các quảng cáo nhằm đáp ứng nhu cầu và sở thích của từng cá nhân.
Những hình thức đầu tiên của tiếp thị online bắt đầu với việc xử lý các email cá nhân. xử lý các thông tin trên Internet vào những năm 1990 đã tạo ra nhiều hình thức quảng cáo truyền thông mới; cho đến lúc các nhà tiếp thị nhận ra mạng internet là ngành công nghiệp tỷ đô thì hầu hết các quảng cáo online đều sơ sài và bất hợp pháp.
Nhiều người cho rằng hạn chế lớn nhất của hình thức tiếp thị online là thiếu đi tính minh bạch - sự riêng tư giữa các nhà tiếp thị và người tiêu dùng.Hầu hết các thông tin thu thập được về người tiêu dùng đều không được họ thông qua hay thậm chí là biết về.Những người phản đối tiếp thị online lo lắng rằng nhiều thông tin cá nhân như thu nhập, hồ sơ sức khỏe và giấy tờ chứng minh sẽ bị lộ ra thông qua mạng internet.
Các nhà tiếp thị sử dụng ba bước cơ bản để nhắm đến nhóm khách hàng cụ thể: thu thập dữ liệu, phân tích dữ liệu và tiến hành thực thi việc tiếp thị.Họ sử dụng các bước cơ bản này nhằm lọc ra thông tin một cách chính xác từ nhiều người sử dụng internet. Dữ liệu thu thập bao gồm các thông tin về tuổi tác, giới tính, chủng tộc cùng nhiều nhân tố quan trọng khác. Các nhà tiếp thị sử dụng nhiều phương thức khác nhau để thu thập các thông tin này từ người dùng internet bao gồm: hướng đến nhóm khách hàng theo nhâu khẩu, hướng đến theo hành vi tiêu dùng, tái hướng đến và hướng đến dựa trên địa điểm.
Phần lớn các thông tin được thu thập ngay khi người tiêu dùng đang lướt web. Nhiều người tiêu dùng không nhận ra được lượng thông tin đang được thu thập từ họ ngay khi họ đang sử dụng Internet. Họ thường không biết thông tin được thu thập như thế nào hoặc mục đích của việc thu thập đó là gì. Cookies được sử dụng cùng với hệ thống theo dõi online nhằm tìm hiểu hành vi lướt web của người sử dụng.
Nhiều phương pháp đã được áp dụng tỏ ra rất lợi nhuận.Lợi nhuận này chia đều cho cả ba bên: nhà tiếp thị, nhà sản xuất và người tiêu dùng. Những người phản đối hình thức marketing online vẫn rất hoài nghi về tính năng suất và sự thiếu tính riêng tư. Nhiều quy định đã được áp dụng nhằm giải quyết các vấn đề này trên toàn nước Mỹ.